# Alpine Skiweltmeisterschaften 1931/Slalom Männer
Bei den 1. Alpinen Skiweltmeisterschaften 1931 in Mürren in der Schweiz wurde ein Wettbewerb im Slalom für Männer ausgetragen. Dieser fand am 23. Februar 1931 auf der Wintereggstrecke statt. Zum ersten Weltmeister im Torlauf krönte sich David Zogg, der davon jedoch nie erfahren sollte, da dieser Wettbewerb erst 2013 rückwirkend von der Fédération Internationale de Ski als Teil der Weltmeisterschaften von 1931 anerkannt wurde.

## Endergebnis
| Platz | Sportler                    | Land                   | Zeit       | Straf- sek. |
| ----- | --------------------------- | ---------------------- | ---------- | ----------- |
| 1     | David Zogg                  | Schweiz                | 0:54,6 min | -           |
| 2     | Toni Seelos                 | Österreich             | 0:55,5 min | -           |
| 3     | Friedl Däuber               | Deutsches Reich        | 0:55,8 min | -           |
| 4     | William James Riddel        | Vereinigtes Königreich | 0:57,9 min | -           |
| 5     | Walter Prager               | Schweiz                | 1:01,1 min | -           |
| 6     | Martin Neuner               | Deutsches Reich        | 1:01,6 min | -           |
| 7     | Peter Lunn                  | Vereinigtes Königreich | 1:02,5 min | -           |
| 8     | Hans von Weech              | Deutsches Reich        | 1:02,5 min | -           |
| 9     | Bill Bracken                | Vereinigtes Königreich | 1:02,7 min | 6,0 s       |
| 10    | Ulrich Neuner               | Deutsches Reich        | 1:04,8 min | 6,0 s       |
| 11    | E. W. A. Richardson         | Vereinigtes Königreich | 1:06,5 min | -           |
| 12    | Hannes Schroll              | Österreich             | 1:10,0 min | 6,0 s       |
| 13    | Harold Mitchell             | Vereinigtes Königreich | 1:10,1 min | -           |
| 14    | Karl Reiser                 | Deutsches Reich        | 1:10,4 min | 6,0 s       |
| 15    | Tony Knebworth              | Vereinigtes Königreich | 1:10,5 min | 6,0 s       |
| 16    | Karl Rösen                  | Deutsches Reich        | 1:13,3 min | -           |
| 17    | Thomas Mitchell             | Australien             | 1:13,3 min | 6,0 s       |
| 18    | Pelham Maitland             | Vereinigtes Königreich | 1:17,0 min | 12,0 s      |
| 19    | Peter Alexander von le Fort | Deutsches Reich        | 1:23,3 min | 6,0 s       |
| 20    | Carlo Barassi               | Königreich Italien     | 1:39,4 min | -           |
| DNS   | Harald Reinl                | Österreich             | -          | -           |
| DNS   | Gustav Lantschner           | Österreich             | -          | -           |
| DNS   | Otto Lantschner             | Österreich             | -          | -           |
| DNS   | Dick Waghorn                | Vereinigtes Königreich | -          | -           |
| DNS   | Chris Mackintosh            | Vereinigtes Königreich | -          | -           |
| DNS   | Willy Steuri                | Schweiz                | -          | -           |
| DNS   | Otto Furrer                 | Schweiz                | -          | -           |
| DNS   | Fritz Steuri II             | Schweiz                | -          | -           |
| DNS   | Ernst von Allmen            | Schweiz                | -          | -           |
| DNS   | Hans Schlunegger            | Schweiz                | -          |             |

Datum: Montag, 23. Februar 1931
Strecke: Wintereggstrecke; Höhenunterschied 160 m.
Teilnehmer: 30 genannt; 20 gestartet; 20 gewertet;
Der mehrmals verschobene Slalomwettbewerb, der letztlich auch am Sonntag, dem 22. Februar wegen Schlechtwetters und Lawinengefahr abgebrochen werden musste, konnte auch am Tag darauf nur unter erschwerten Bedingungen in nur einem Durchgang abgewickelt werden. Aufgrund dessen gab es keinen offiziellen "FIS-Sieger" im Slalom. In weiterer Folge wurde dadurch auch keine von der FIS offiziell beglaubigte Kombinationsberechnung durchgeführt.
Jede Nation durfte grundsätzlich bei jedem der FIS-Wettbewerbe sechs Skisportler nennen. Nach der bereits erfolgten Absage und letztlich äußerst kurzfristig doch noch zustande gekommenen Austragung des nun aber außerhalb der FIS ausgetragenen Wettbewerbes wurde auf die Anwendung dieser Regel verzichtet. Mit ein Grund war auch die geringe Teilnehmerzahl, da einige der FIS-Teilnehmer bereits abgereist waren. Wie sehr die Verantwortlichen sich um die Austragung des Torlaufs bemühten zeigt der Umstand, dass die beiden Österreicher Schroll und Seelos sogar noch vom Bahnhof zurückgeholt wurden, indem man sie dort in Kenntnis setzte, dass der Wettbewerb doch noch stattfinden würde.
Erst im Januar 2013 hat die FIS das Ergebnis des Slalomwettbewerbes rückwirkend offiziell in die Medaillenbilanz aufgenommen.
Für das Berühren bzw. kreuzen eines Tores wurden jeweils 6 Strafsekunden dazugerechnet. In der obigen Tabelle sind diese Strafsekunden in der Endzeit bereits inkludiert und zusätzlich gesondert ausgewiesen.